# مشترهازا
مشترهازا (به مجاری:  Mesterháza) یک شهرداری در مجارستان است که در واش واقع شده‌است. مشترهازا ۴٫۱۹ کیلومتر مربع مساحت و ۱۶۶ نفر جمعیت دارد.